# Catena di sant'Antonio
Una catena di sant'Antonio è un sistema per propagare un messaggio inducendo il destinatario a produrne molteplici copie da spedire a propria volta a nuovi destinatari. È considerato un tipo di meme.
Deriva dal fenomeno che consisteva nell'inviare per posta lettere ad amici e conoscenti allo scopo di ottenere un aiuto ultraterreno in cambio di preghiere e devozione ai santi (sant'Antonio è considerato uno dei santi oggetto di maggiore devozione popolare).

## Storia
All'inizio del XX secolo erano infatti diffuse lettere che iniziavano con "Recita tre Ave Maria a Sant'Antonio" e proseguivano descrivendo le fortune capitate a chi l'aveva ricopiata e distribuita a parenti e amici e le disgrazie che avevano colpito chi invece ne aveva interrotto la diffusione. Ancor più antica è la versione che circolava durante la prima guerra mondiale sotto forma di preghiera per la pace, che fu interpretata da ministri e funzionari di pubblica sicurezza come propaganda nemica da sopprimere.

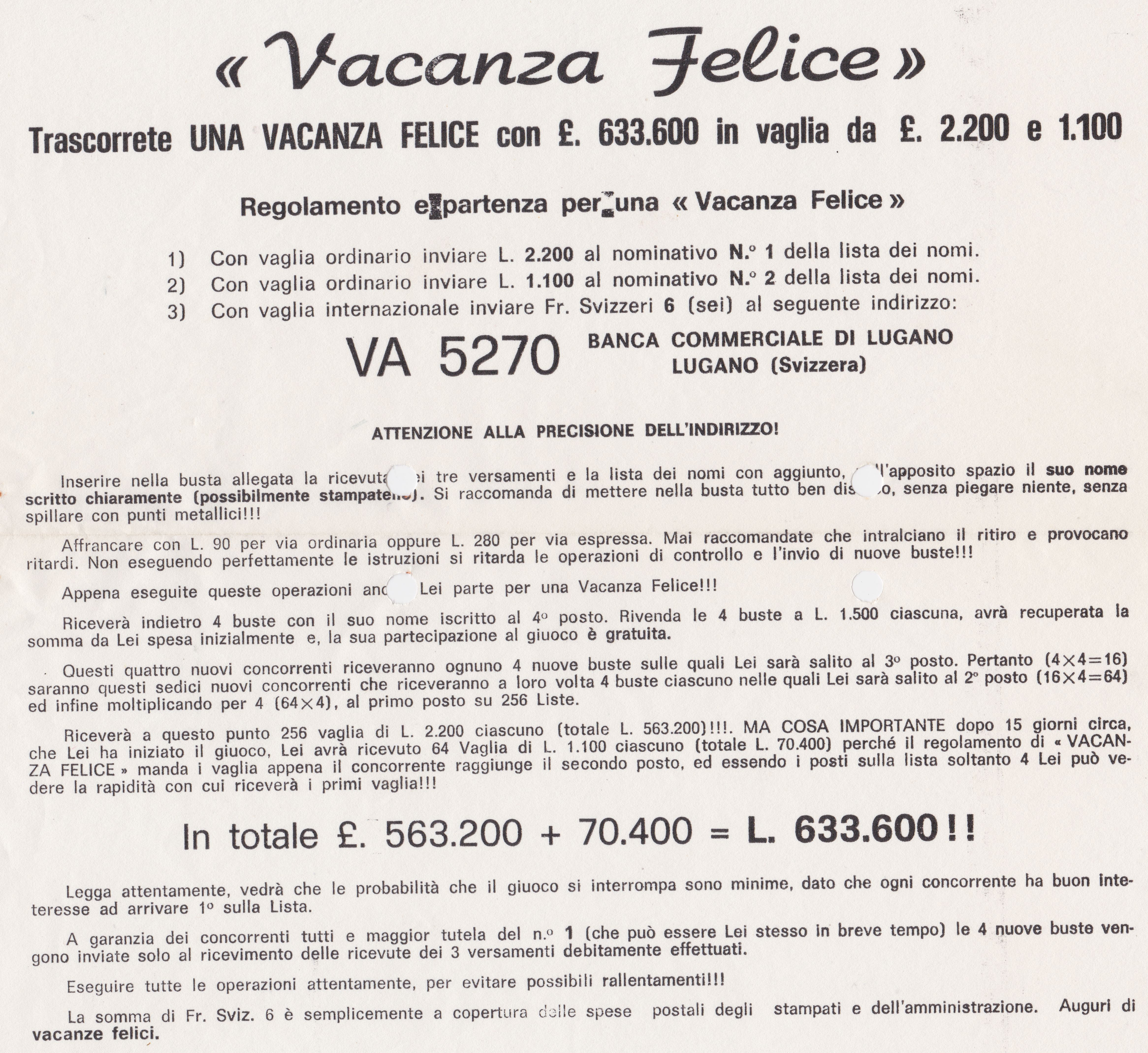
Lettera inviata per posta come catena di Sant'Antonio

Un tipo di catena di Sant'Antonio molto diffuso tra ragazzi negli anni settanta ed ottanta del secolo scorso era quello di spedire una lettera ad un amico sulla quale erano riportati alcuni indirizzi di altre persone. L'amico, una volta ricevuta la lettera, avrebbe dovuto inviare una cartolina della sua città al primo degli indirizzi riportati ed una lettera identica a quella ricevuta ad un certo numero di persone di sua conoscenza, sulla quale avrebbe dovuto riscrivere l'elenco omettendo il primo indirizzo ed inserendo il proprio in fondo all'elenco. Ciò avrebbe dovuto consentire, dopo vari passaggi, di ricevere un gran numero di cartoline, in realtà era difficile che la catena in qualche modo non si rompesse.
Un mezzo alternativo di diffusione delle catene rispetto alla posta ordinaria era costituito dallo scrivere i messaggi sulle banconote (in particolare, in Italia, i biglietti da 1000 lire). I vantaggi risultavano evidenti: la carta moneta consente di passare attraverso un numero enorme di intermediari, evitando inoltre le spese postali. Altro strumento molto utilizzato prima dell'avvento di Internet sono state le fotocopie, che eliminavano la trascrizione manuale, e in seguito i fax, che aggiunsero a questo vantaggio un notevole incremento nella rapidità di diffusione della catena.
In seguito anche gli SMS dei telefoni cellulari sono diventati veicolo di catene di sant'Antonio. Oggi, l'utilizzo di applicazioni per smartphone quali ad esempio Whatsapp, ha rinvigorito il fenomeno. All'inizio del XXI secolo, su Facebook, si è avuta una grande fioritura di varianti di questo fenomeno. Il caso tipico è chiedere di mettere un "mi piace" e poi copiare una pagina sulla propria bacheca. Esempi di "nobili" luoghi comuni addotti per perpetuare queste tipi di catene sono: «Se sei un mio VERO amico, non puoi fare altro che...», «Se sei DAVVERO contrario alla violenza sulle donne...», «Se sei REALMENTE favorevole all'integrazione dei bambini disabili...».
Con la nascita e lo sviluppo di internet le catene di Sant'Antonio sono un fenomeno che non solo è riuscito a sopravvivere fino ad oggi ma che ha visto una vera e propria esplosione grazie alla diffusione delle e-mail dalla metà degli anni novanta. Attraverso Internet è infatti possibile inoltrare un identico messaggio a tutti i propri conoscenti in pochi secondi, con una singola operazione. È una pratica espressamente vietata dalla netiquette, ma rimane ugualmente diffusa attraverso persone che in tal modo dimostrano involontariamente, oltre ad una certa ingenuità, la loro scarsa o nulla conoscenza del mondo dell'informatica e della rete. È sufficiente del resto che solo una piccola percentuale dei destinatari aderisca per assicurare la propagazione della catena.

## Tipologie
Le moderne catene di Sant'Antonio sono strettamente collegate ad altri fenomeni che hanno trovato diffusione anche su Internet come lo spam, le "bufale" (hoax) e i cosiddetti "sistemi piramidali".
Tra i metodi comunemente sfruttati dalle catene di sant'Antonio vi sono storie che manipolano le emozioni, sistemi piramidali che promettono un veloce arricchimento e l'uso della superstizione per minacciare il destinatario con sfortuna, malocchio o anche violenza fisica o morte se "rompe la catena" e rifiuta di aderire alle condizioni poste dalla lettera. È un fenomeno propagatosi anche su Internet attraverso le e-mail, malgrado diffondere questo tipo di messaggi sia una esplicita violazione della netiquette.
Le catene hanno precisi temi ricorrenti che possono essere ricondotti a:
- la classica "lettera portafortuna", spesso corredata da un breve testo educativo e moraleggiante
- la richiesta di aiuto per bambini malati, cuccioli da salvare, notizie sconvolgenti da diffondere
- la promessa di un facile e rapido arricchimento.
- la minaccia di sfortuna o di morte

### Bufale
Nella quasi totalità dei casi i messaggi delle catene contengono informazioni completamente false, inventate o riadattate, in special modo quelle storie che puntano a sfruttare il lato emotivo del destinatario. Possono essere appelli di vario tipo, da appelli umanitari ad allarmi per ipotetiche emergenze. La loro diffusione è basata sulla disattenzione di quella percentuale di destinatari che, dando per scontata la veridicità delle informazioni riportate nel messaggio, lo girano immediatamente ai propri conoscenti, senza effettuare verifiche. Le minacce (di sfortuna, malocchio, morte o altro) sono sempre completamente false.
Dato che è pressoché impossibile fermare una catena, anche nella minoranza dei casi in cui l'appello è genuino la catena produce dei danni. Non di rado i parenti di persone morte da tempo per gravi malattie vengono perseguitati per anni da messaggi di persone ignare e in buona fede.

### Spam
In alcuni casi le catene di sant'Antonio che chiedono di inoltrare il messaggio ad un particolare indirizzo sono utilizzate per alimentare il fenomeno illegale dello spam. Avviando una catena di questo tipo, lo spammer può ricevere di ritorno, senza fatica, migliaia di messaggi, dai quali potrà estrarre (con l'utilizzo di appositi software) un gran numero di indirizzi e-mail validi, da rivendere a caro prezzo. Questi dati verranno utilizzati per l'invio di messaggi indesiderati pubblicitari o truffaldini.
Il fenomeno è aggravato dalla noncuranza degli utenti inesperti che inoltrano il messaggio lasciando gli indirizzi di tutti destinatari in chiaro, e/o senza cancellare i dati dei destinatari precedenti o anche la propria firma e indirizzo. In questo modo per un malintenzionato è anche possibile risalire all'identità degli utenti, ricostruire la loro cerchia di contatti e tentare vere e proprie truffe utilizzando i metodi dell'ingegneria sociale.

### Schema Ponzi
Questi ultimi sono delle varianti delle catene di Sant'Antonio in cui chi riceve la lettera deve spedire del denaro a chi è all'inizio della catena (o al vertice della piramide). Chi spedisce le lettere spera di diventare presto "vertice" e di arricchirsi velocemente e senza fatica.
In Italia sono illegali. Il divieto, riferito sia alle catene di Sant'Antonio che alle vendite piramidali, è contenuto nell'art. 5 della L. 173 del 2005. La Corte di cassazione, con una successiva pronuncia (n. 37049 del 2012), ha precisato che deve ritenersi irrilevante l'eventuale volontà del soggetto di essere reclutato nella rete, stante il silenzio della normativa. La volontaria adesione non configura quindi fattore di esonero dalla sussunzione, ovvero dal rientrare nella fattispecie vietata.